# Георг Бількенрот
Георг Бількенрот (нім. Georg Bilkenroth; нар. 24 лютого 1898, Галле, Саксонія-Ангальт — пом. 20 квітня 1982, Шторков, Бранденбург, Німеччина) — німецький науковець, хімік, професор, дійсний член Академії наук НДР, член Науково-дослідної ради НДР, лауреат Національної премії НДР (1951).
Його син — професор Клаус-Дітер Бількенрот, Почесний доктор Фрайберзькій гірничій академії.

## Життєпис
Георг Бількенрот навчався з 1919 по 1923 роки у Клаустальському технічному університеті. З 1923 року працював інженером-технологом (гірничим інженером) на шахті у місті Дойцен, Саксонія.
У 1937 році Георг Бількенрот вступив у Націонал-соціалістичну німецьку робітничу партію.
Після Другої світової війни, у середині 1945 року був заарештований НКВС та засуджений окружним судом міста Борна. Відбував покарання, з 5 грудня 1945 року, в Спеціальному таборі НКВД № 1, який знаходився в місті Мюльберг. У середині 1946 року, він був переведений до табору в Радянському Союзі. У грудні 1947 року був амністований та повернувся в НДР.
Працював технічним директором у конструкторському вугільному бюро НДР. Зіграв важливу роль у розвитку вуглевидобувної промисловості НДР. Спільно з професором Еріхом Раммлером у 1949 році розробив у Фрайберзькій гірничій академії технологію високотемпературної газифікації бурого вугілля. За наукові досягнення у 1951 році нагороджений Національною премією НДР.
У 1955 році став дійсним членом Академії наук Німецької Демократичної Республіки. 1957 році Георг Бількенрот був призначений заступником голови Науково-дослідної ради НДР при Рада міністрів НДР. Почесний доктор Фрайберзькій гірничій академії (1958).

## Праці
- Die persönlichen Beziehungen zwischen Georg Bilkenroth und Erich Rammler. In: Ein Leben für die Braunkohle. TU Bergakademie Freiberg, 2001, S. 27-36.